# Gaius Vindicius Fontanus
Gaius Vindicius (bzw. Vindilicius oder Vindilius) Fontanus (vollständige Namensform Gaius Vindicius Gai filius Publilia Fontanus) war ein im 2. Jahrhundert n. Chr. lebender Angehöriger des römischen Ritterstandes (Eques).
Durch drei Militärdiplome, die auf den 3. Mai 113 und auf den 19. Juli 114 datiert sind, ist belegt, dass Fontanus 113 und 114 Kommandeur der Cohors IIII Gallorum war, die zu diesem Zeitpunkt in der Provinz Thracia stationiert war. In den beiden Diplomen von 113 wird sein Name als Gaius Vindicius Fontanus angegeben. In dem Militärdiplom von 114 wird der Gentilname auf der Außenseite als Vindilicius und auf der Innenseite als Vindilius geschrieben.
Fontanus war in der Tribus Publilia eingeschrieben und stammte möglicherweise aus Verona.